# Guayape (ort)
Guayape är en ort i Honduras.   Den ligger i departementet Departamento de Olancho, i den centrala delen av landet, 80 km nordost om huvudstaden Tegucigalpa. Guayape ligger 925 meter över havet och antalet invånare är 1 703.
Terrängen runt Guayape är kuperad. Runt Guayape är det glesbefolkat, med 18 invånare per kvadratkilometer. Närmaste större samhälle är Orica, 12,7 km väster om Guayape. Omgivningarna runt Guayape är en mosaik av jordbruksmark och naturlig växtlighet.